# L'espectadora
L'espectadora (títol original italià: La spettatrice) és una pel·lícula romàntica italiana del 2004 escrita i dirigida per Paolo Franchi. Estrenada al Festival de Cinema de Tribeca del 2004. Ha estat doblada al català.

## Argument
Valeria, una jove intèrpret d'una naturalesa solitària i profundament introvertida, experimenta una passió secreta i gairebé mòrbida per a Massimo, un investigador mèdic i veí seu. La noia només observa des de la finestra el que passa davant de l'apartament, passant la major part dels seus moments lliures espiant al seu veí o creuant-se'l pel carrer; això sempre sense interferir amb la seva vida, evitant qualsevol gest o paraula que pugui implicar una connexió amb ell. El dia que Massimo surt de l'apartament, per anar de Torí a Roma, Valeria decideix seguir-lo; arribat a la capital, la noia aconsegueix trobar feina com a mecanògrafa de Flavia, sòcia de Massimo i ocupada en escriure un llibre sobre el seu difunt marit. El contracte de treball amb què estan vinculades les dues dones porta Valeria a viure en contacte directe amb Massimo, convertint-se en partícip d' alguns moments de la vida de l'home que ha seguit. Ell donarà el primer pas d'apropar-se entre els dos, però ara que la distància que els va separar s'ha diluït, Valeria pren la decisió de tornar a Torí, evitant la implicació emocional a la qual mai ha estat acostumada.
La pel·lícula va ser relacionada per diversos crítics amb les obres de Krzysztof Kieślowski.

## Repartiment
- Barbora Bobuľová: Valeria
- Andrea Renzi: Massimo
- Brigitte Catillon: Flavia
- Chiara Picchi: Sonia
- Matteo Mussoni: Andrea
- Giorgio Podo: El conegut del pub
- Carlotta Centanni: L'agent immobiliari
- Cesare Cremonini: El mussol

## Rebuda
- "Singular passeig per la degradació romàntica on destaca el bellíssim rostre de l'actriu Barbora Bobulova (...) la pel·lícula porta a la seva audiència a un estrany estat observatori"[7]